# Victoria Abril
Victoria Mérida Rojas, coneguda artísticament com a Victoria Abril   (Madrid, 4 de juliol de 1959), és una actriu i cantant espanyola. Es va iniciar en el ballet durant la infància i va debutar al cinema amb catorze anys a Obsesión (1973). Va guanyar popularitat com a presentadora del concurs Un, dos, tres... responda otra vez (1976), i va obtenir el seu primer paper protagonista a Cambio de sexo (1977), dirigida per Vicente Aranda, amb qui va col·laborar en diversos films, com Amantes (1991). Al llarg de les dècades següents, va treballar amb directors com Pedro Almodóvar i Carlos Saura en pel·lícules com ¡Átame! (1989), Tacones lejanos (1991), Kika (1993), Nadie hablará de nosotras cuando hayamos muerto (1995), Sin noticias de Dios (2001) i El séptimo día (2004). També ha participat en produccions televisives com Los jinetes del alba, i ha compaginat la interpretació amb la música, publicant els discos Putcheros do Brasil (2005) i Olala (2007). La seva feina ha estat reconeguda amb molts premis, entre els quals destaquen l’Os de Plata a la Berlinale per Amantes, dues Conquilles de Plata al Festival de Sant Sebastià i un Premi Goya a la millor actriu protagonista per Nadie hablará de nosotras cuando hayamos muerto. Té dos fills amb el director Gérard de Battista.

## Filmografia

### Cinema
- Obsesión (1974)
- Y le llamaban Robin Hood (1975)
- Robin i Marian (Robin and Marian) amb Sean Connery (1975)
- El hombre que supo amar (1976)
- Caperucita roja (1976)
- El puente (1976)
- Cambio de sexo (1976)
- Doña Perfecta (1977)
- Esposa y amante (1977)
- La barraca (sèrie de televisió) (1979).
- La muchacha de las bragas de oro (1980)
- Mater Amatísima (1980).
- Le cœur à l'envers (1980).
- Mieux vaut être riche et bien portant que fauché et mal foutu (1980).
- La casa del paraíso (1980).
- Comin' at Ya! (1981)
- La batalla del porro (1981)
- La guérilléra (1981)
- Asesinato en el Comité Central (1982)
- Entre paréntesis (1982)
- La colmena (1982)
- Sem sombra de pecado (1982)
- Le bâtard (1982)
- J'ai épousé une ombre (1982)
- La lune dans le caniveau (1982)
- Las bicicletas son para el verano (1983)
- L'addition (1983)
- Le voyage (1983)
- La noche más hermosa (1984)
- On the Line (1984)
- Rouge-Gorge (1984)
- After Darkness (1984)
- Padre nuestro  (1985)
- La hora bruja (1985)
- Tiempo de silencio (1985)
- Max, amor meu (Max mon amour) (1986)
- Terno secco (1986)
- El Lute: camina o revienta (1987)
- Barrios altos (1987)
- El juego más divertido (1987)
- El placer de matar (1987)
- Ada dans la jungle (1988)
- Bâton Rouge (1988)
- Sans peur et sans reproche (1988)
- Si te dicen que caí (1989)
- ¡Átame! (1989)
- Sandino (1990)
- A solas contigo (1990)
- Amantes (1991) nominada al Goya, Os de plata a Berlín
- Une époque formidable (1991)
- Tacones lejanos (1991)
- Demasiado corazón (1992)
- Intruso (1993)
- Kika (1993)
- Jimmy Hollywood (1993)
- Casc blau (Casque bleu) (1994)
- Gazon maudit (1994)
- Nadie hablará de nosotras cuando hayamos muerto (premi Goya) (1995)
- Libertarias (1995)
- La femme du cosmonaute (1997)
- Entre las piernas (1998).
- Mon père, ma mère, mes frères et mes sœurs (1998).
- 101 Reykjavík (1999).
- The Road to El Dorado (2000).
- Mari del sud (2001)
- Sin noticias de Dios (nominada al Goya) (2001)
- Et après? (2002
- Kaena, la prophétie - Veu- (2003)
- Incautos (2003)
- El séptimo día (nominada al Goya) (2003)
- Cause toujours (2004)
- Les gens honnêtes vivent en France (2004)
- Escuela de seducción (2004)
- Tirant lo Blanc (2005)
- Carne de neón - curtmetratge - (2005)
- Les aristos (2005)
- El camino de los ingleses (2006)
- Óscar, una pasión surrealista (2007)
- Sólo quiero caminar (2008)
- Mejor que nunca(2008)
- Mince alors (2012)
- The woman who brushed off her tears (2012)

### Televisió
- Los libros (capítol La bien plantada) (1975)
- Un, dos, tres...responda otra vez (1976-1978)
- La Barraca (1979)
- Estudio 1 (capítol Cualquier miércoles) (1982)
- Télévision de chambre (capítol Sous le signe du poisson) (1984)
- La huella del crimen (capítol El crimen del capitán Sánchez) (1985)
- Los pazos de Ulloa (1985)
- La mujer de tu vida (capítol La mujer lunática) (1989)
- Los jinetes del alba (1990)
- Sandino (1994)
- Mister Mocky présente (2009)
- X Femmes(2009)
- Le Grand Restaurant (2010)
- Clem: Caroline (2010-2013)
- Hospital Central (2011)
- Les beaux mecs (2011)
- La chanson du dimanche (2011)
- Robada (2013-2014)

## Discografia
- Putcheros do Brasil (2005)
- Olala (2007)

## Premis
| Any  | Categoria                                      | Pel·lícula | Resultat   |
| ---- | ---------------------------------------------- | ---------- | ---------- |
| 1991 | Os de Plata a la millor interpretació femenina | Amantes    | Guanyadora |

| Any  | Categoria                             | Pel·lícula                                      | Resultat |
| ---- | ------------------------------------- | ----------------------------------------------- | -------- |
| 1995 | Conquilla de Plata a la millor actriu | Nadie hablará de nosotras cuando hayamos muerto | Ganadora |
| 1987 | Conquilla de Plata a la millor actriu | El Lute: camina o revienta                      | Ganadora |

| Any  | Categoria                                    | Pelí·lcula                                      | Resultat   |
| ---- | -------------------------------------------- | ----------------------------------------------- | ---------- |
| 2004 | Millor interpretació femenina de repartiment | El séptimo día                                  | Candidata  |
| 2001 | Millor interpretació femenina protagonista   | Sin noticias de Dios                            | Candidata  |
| 1995 | Millor interpretació femenina protagonista   | Nadie hablará de nosotras cuando hayamos muerto | Guanyadora |
| 1991 | Millor interpretació femenina protagonista   | Amantes                                         | Candidata  |
| 1990 | Millor interpretació femenina protagonista   | ¡Átame!                                         | Candidata  |
| 1989 | Millor interpretació femenina protagonista   | Si te dicen que caí                             | Candidata  |
| 1988 | Millor interpretació femenina protagonista   | Bâton Rouge                                     | Candidata  |
| 1987 | Millor interpretació femenina protagonista   | El Lute: camina o revienta                      | Candidata  |
| 1986 | Millor interpretació femenina protagonista   | Tiempo de silencio                              | Candidata  |

Altres
- Premis Fotogramas de Plata: Millor actriu de cinema (1986, 1988, 1990)
- Premis de la Unión de Actores: 
  - Millor actriu de repartiment de cinema (2004)
  - Millor actriu protagonista de cinema (1995)